# Identidades del cálculo vectorial
Las siguientes son identidades importantes que implican derivadas e integrales en el cálculo vectorial.

## Notación operatoria

### Gradiente
Para una función {\displaystyle f(x,y,z)} en variables tridimensionales Coordenadas cartesianas, el gradiente es el campo vectorial:
{\displaystyle \operatorname {grad} (f)=\nabla f={\begin{pmatrix}{\frac {\partial }{\partial x}},\ {\frac {\partial }{\partial y}},\ {\frac {\partial }{\partial z}}\end{pmatrix}}f={\frac {\partial f}{\partial x}}\mathbf {i} +{\frac {\partial f}{\partial y}}\mathbf {j} +{\frac {\partial f}{\partial z}}\mathbf {k} }
donde i, j, k son los vectores unitarios estándar  para los ejes x, y, z. Más generalmente, para una función de n variables {\displaystyle \psi (x_{1},\ldots ,x_{n})}, también llamada campo escalar, el gradiente es el campo vectorial.
{\displaystyle \nabla \psi ={\begin{pmatrix}{\frac {\partial }{\partial x_{1}}},\ldots ,\ {\frac {\partial }{\partial x_{n}}}\end{pmatrix}}\psi ={\frac {\partial \psi }{\partial x_{1}}}\mathbf {e} _{1}+\dots +{\frac {\partial \psi }{\partial x_{n}}}\mathbf {e} _{n}.}
donde {\displaystyle \mathbf {e} _{i}} son vectores unitarios ortogonales en direcciones arbitrarias.  
Como su nombre indica, el gradiente es proporcional y apunta en la dirección del cambio más rápido (positivo) de la función.
Para un campo vectorial {\displaystyle \mathbf {A} =\left(A_{1},\ldots ,A_{n}\right)} escrito como un vector de 1 × n filas, también llamado campo tensorial de orden 1, el gradiente o derivada covariante es la matriz jacobiana de n × n:
{\displaystyle \mathbf {J} _{\mathbf {A} }=(\nabla \!\mathbf {A} )^{\mathrm {T} }=\left({\frac {\partial A_{i}}{\partial x_{j}}}\right)_{\!ij}.}
Para un campo tensorial {\displaystyle \mathbf {A} } de cualquier orden k, el gradiente {\displaystyle \operatorname {grad} (\mathbf {A} )=(\nabla \mathbf {A} )^{\mathrm {T} }} es un campo tensorial de orden k + 1.

### Divergencia
En coordenadas cartesianas, la divergencia de un  campo vectorial continuamente diferenciable {\displaystyle \mathbf {F} =F_{x}\mathbf {i} +F_{y}\mathbf {j} +F_{z}\mathbf {k} } es la función escalar-valorada:
{\displaystyle \operatorname {div} \mathbf {F} =\nabla \cdot \mathbf {F} ={\begin{pmatrix}{\frac {\partial }{\partial x}},\ {\frac {\partial }{\partial y}},\ {\frac {\partial }{\partial z}}\end{pmatrix}}\cdot {\begin{pmatrix}F_{x},\ F_{y},\ F_{z}\end{pmatrix}}={\frac {\partial F_{x}}{\partial x}}+{\frac {\partial F_{y}}{\partial y}}+{\frac {\partial F_{z}}{\partial z}}.}
Como su nombre indica, la divergencia es una medida de cuánto divergen los vectores.
La divergencia de un campo tensorial {\displaystyle \mathbf {A} } de orden k distinto de cero se escribe como {\displaystyle \operatorname {div} (\mathbf {A} )=\nabla \cdot \mathbf {A} }, una contracción a un campo tensorial de orden k - 1. En concreto, la divergencia de un vector es un escalar. La divergencia de un campo tensorial de orden superior puede hallarse descomponiendo el campo tensorial en una suma de productos exteriores y utilizando la identidad,
{\displaystyle \nabla \cdot \left(\mathbf {B} \otimes {\hat {\mathbf {A} }}\right)={\hat {\mathbf {A} }}(\nabla \cdot \mathbf {B} )+(\mathbf {B} \cdot \nabla ){\hat {\mathbf {A} }}}
donde {\displaystyle \mathbf {B} \cdot \nabla } es la derivada direccional en la dirección de {\displaystyle \mathbf {B} } multiplicada por su magnitud. En concreto, para el producto exterior de dos vectores,
{\displaystyle \nabla \cdot \left(\mathbf {b} \mathbf {a} ^{\mathsf {T}}\right)=\mathbf {a} \left(\nabla \cdot \mathbf {b} \right)+\left(\mathbf {b} \cdot \nabla \right)\mathbf {a} .}

### Rotacional
En coordenadas cartesianas, para {\displaystyle \mathbf {F} =F_{x}\mathbf {i} +F_{y}\mathbf {j} +F_{z}\mathbf {k} }    el rizo es el campo vectorial:
{\displaystyle {\begin{array}{rcl}\operatorname {rot} \mathbf {F} &=&\nabla \times \mathbf {F} ={\begin{pmatrix}{\frac {\partial }{\partial x}},\ {\frac {\partial }{\partial y}},\ {\frac {\partial }{\partial z}}\end{pmatrix}}\times {\begin{pmatrix}F_{x},\ F_{y},\ F_{z}\end{pmatrix}}={\begin{vmatrix}\mathbf {i} &\mathbf {j} &\mathbf {k} \\{\frac {\partial }{\partial x}}&{\frac {\partial }{\partial y}}&{\frac {\partial }{\partial z}}\\F_{x}&F_{y}&F_{z}\end{vmatrix}}\\[1em]&=&\left({\frac {\partial F_{z}}{\partial y}}-{\frac {\partial F_{y}}{\partial z}}\right)\mathbf {i} +\left({\frac {\partial F_{x}}{\partial z}}-{\frac {\partial F_{z}}{\partial x}}\right)\mathbf {j} +\left({\frac {\partial F_{y}}{\partial x}}-{\frac {\partial F_{x}}{\partial y}}\right)\mathbf {k} \end{array}}}
donde i', j y k son los  vectores unitarios de los ejes x, y y z, respectivamente. 
Como su nombre indica, el rizo es una medida de cuánto tienden los vectores cercanos en una dirección circular.
En notación de Einstein, el campo vectorial {\displaystyle \mathbf {F} ={\begin{pmatrix}F_{1}&F_{2}&F_{3}\end{pmatrix}}} tiene rizo dado por:
{\displaystyle \nabla \times \mathbf {F} =\varepsilon ^{ijk}\mathbf {e} _{i}{\frac {\partial F_{k}}{\partial x_{j}}}}
donde {\displaystyle \varepsilon } = ±1 o 0 es el símbolo de paridad de Levi-Civita.

### Laplaciano
En coordenadas cartesianas, el laplaciano de una función {\displaystyle f(x,y,z)} es
{\displaystyle \Delta f=\nabla ^{2}\!f=(\nabla \cdot \nabla )f={\frac {\partial ^{2}\!f}{\partial x^{2}}}+{\frac {\partial ^{2}\!f}{\partial y^{2}}}+{\frac {\partial ^{2}\!f}{\partial z^{2}}}.}
El Laplaciano es una medida de cuánto cambia una función sobre una pequeña esfera centrada en el punto.
Para un campo tensorial, {\displaystyle \mathbf {A} }, el Laplaciano se escribe generalmente como:
¡{\displaystyle \Delta \mathbf {A} =\nabla ^{2}\!\mathbf {A} =(\nabla \cdot \nabla )\mathbf {A} }
y es un campo tensorial del mismo orden.

### Notaciones especiales
En notación de subíndice Feynman,
{\displaystyle \nabla _{\mathbf {B} }\!\left(\mathbf {A{\cdot }B} \right)=\mathbf {A} {\times }\!\left(\nabla {\times }\mathbf {B} \right)+\left(\mathbf {A} {\cdot }\nabla \right)\mathbf {B} } donde la notación ∇B significa que el gradiente con subíndice opera sólo sobre el factor B.
Menos general pero similar es la notación de sobrepunto de Hestenes en álgebra geométrica.
La identidad anterior se expresa entonces como:
{\displaystyle {\dot {\nabla }}\left(\mathbf {A} {\cdot }{\dot {\mathbf {B} }}\right)=\mathbf {A} {\times }\!\left(\nabla {\times }\mathbf {B} \right)+\left(\mathbf {A} {\cdot }\nabla \right)\mathbf {B} }
donde los puntos definen el alcance de la derivada vectorial. El vector punteado, en este caso B, se diferencia, mientras que el (no punteado) A se mantiene constante.
Para el resto de este artículo, se utilizará la notación de Feynman cuando sea apropiado.

## Identidades de la primera derivada
Para campos escalares {\displaystyle \psi }, {\displaystyle \phi } y campos vectoriales {\displaystyle \mathbf {A} }, {\displaystyle \mathbf {B} }, tenemos las siguientes identidades derivadas.

### Propiedades distributivas
{\displaystyle {\begin{aligned}\nabla (\psi +\phi )&=\nabla \psi +\nabla \phi \\\nabla (\mathbf {A} +\mathbf {B} )&=\nabla \mathbf {A} +\nabla \mathbf {B} \\\nabla \cdot (\mathbf {A} +\mathbf {B} )&=\nabla {\cdot }\mathbf {A} +\nabla \cdot \mathbf {B} \\\nabla \times (\mathbf {A} +\mathbf {B} )&=\nabla \times \mathbf {A} +\nabla \times \mathbf {B} \end{aligned}}}

### Regla del producto para la multiplicación por un escalar
Tenemos las siguientes generalizaciones de la  regla del producto en cálculo monovariable.
{\displaystyle {\begin{aligned}\nabla (\psi \phi )&=\phi \,\nabla \psi +\psi \,\nabla \phi \\\nabla (\psi \mathbf {A} )&=(\nabla \psi )\mathbf {A} ^{\mathbf {T} }+\psi \nabla \mathbf {A} \ =\ \nabla \psi \otimes \mathbf {A} +\psi \,\nabla \mathbf {A} \\\nabla \cdot (\psi \mathbf {A} )&=\psi \,\nabla {\cdot }\mathbf {A} +(\nabla \psi )\,{\cdot }\mathbf {A} \\\nabla {\times }(\psi \mathbf {A} )&=\psi \,\nabla {\times }\mathbf {A} +(\nabla \psi ){\times }\mathbf {A} \\\nabla ^{2}(\psi \phi )&=\psi \,\nabla ^{2\!}\phi +2\,\nabla \!\psi \cdot \!\nabla \phi +\phi \,\nabla ^{2\!}\psi \end{aligned}}}
En la segunda fórmula, el gradiente transpuesto {\displaystyle (\nabla \psi )^{\mathbf {T} }} es un vector columna de n × 1, {\displaystyle \mathbf {A} } es un vector fila de 1 × n, y su producto es una matriz de n × n (o más precisamente, una diádico); Esto también puede considerarse como el producto tensorial {\displaystyle \otimes } de dos vectores, o de un covector y un vector.

### Regla del cociente para la división por un escalar
{\displaystyle {\begin{aligned}\nabla \left({\frac {\psi }{\phi }}\right)&={\frac {\phi \,\nabla \psi -\psi \,\nabla \phi }{\phi ^{2}}}\\[1em]\nabla \left({\frac {\mathbf {A} }{\phi }}\right)&={\frac {\phi \,\nabla \mathbf {A} -\nabla \phi \otimes \mathbf {A} }{\phi ^{2}}}\\[1em]\nabla \cdot \left({\frac {\mathbf {A} }{\phi }}\right)&={\frac {\phi \,\nabla {\cdot }\mathbf {A} -\nabla \!\phi \cdot \mathbf {A} }{\phi ^{2}}}\\[1em]\nabla \times \left({\frac {\mathbf {A} }{\phi }}\right)&={\frac {\phi \,\nabla {\times }\mathbf {A} -\nabla \!\phi \,{\times }\,\mathbf {A} }{\phi ^{2}}}\\[1em]\nabla ^{2}\left({\frac {\psi }{\phi }}\right)&={\frac {\phi \,\nabla ^{2\!}\psi -2\,\phi \,\nabla \!\left({\frac {\psi }{\phi }}\right)\cdot \!\nabla \phi -\psi \,\nabla ^{2\!}\phi }{\phi ^{2}}}\end{aligned}}}

### Regla de la cadena
Sea {\displaystyle f(x)} una función de una variable de escalares a escalares, {\displaystyle \mathbf {r} (t)=(r_{1}(t),\ldots ,r_{n}(t))} una curva de parametrizada, y {\displaystyle F:\mathbb {R} ^{n}\to \mathbb {R} } una función de vectores a escalares. Tenemos los siguientes casos especiales de la regla de la cadena multivariable.
{\displaystyle {\begin{aligned}\nabla (f\circ F)&=\left(f'\circ F\right)\,\nabla F\\(F\circ \mathbf {r} )'&=(\nabla F\circ \mathbf {r} )\cdot \mathbf {r} '\\\nabla (F\circ \mathbf {A} )&=(\nabla F\circ \mathbf {A} )\,\nabla \mathbf {A} \\\nabla \times (\mathbf {r} \circ F)&=\nabla F\times (\mathbf {r} '\circ F)\end{aligned}}}
Para una parametrización de coordenadas {\displaystyle \Phi :\mathbb {R} ^{n}\to \mathbb {R} ^{n}} tenemos:
{\displaystyle \nabla \cdot (\mathbf {A} \circ \Phi )=\mathrm {tr} \left((\nabla \mathbf {A} \circ \Phi )\mathbf {J} _{\Phi }\right)}
Aquí tomamos la traza del producto de dos matrices n × n: el gradiente de A y el jacobiano de {\displaystyle \Phi }.

### Regla del producto por puntos
{\displaystyle {\begin{aligned}\nabla (\mathbf {A} \cdot \mathbf {B} )&\ =\ (\mathbf {A} \cdot \nabla )\mathbf {B} \,+\,(\mathbf {B} \cdot \nabla )\mathbf {A} \,+\,\mathbf {A} {\times }(\nabla {\times }\mathbf {B} )\,+\,\mathbf {B} {\times }(\nabla {\times }\mathbf {A} )\\&\ =\ \mathbf {A} \cdot \mathbf {J} _{\mathbf {B} }+\mathbf {B} \cdot \mathbf {J} _{\mathbf {A} }\ =\ (\nabla \mathbf {B} )\cdot \mathbf {A} \,+\,(\nabla \mathbf {A} )\cdot \mathbf {B} \end{aligned}}}
donde  {\displaystyle \mathbf {J} _{\mathbf {A} }=(\nabla \!\mathbf {A} )^{\mathrm {T} }=(\partial A_{i}/\partial x_{j})_{ij}}
denota la matriz jacobiana del campo vectorial {\displaystyle \mathbf {A} =(A_{1},\ldots ,A_{n})}.
Alternativamente, utilizando la notación de subíndices de Feynman,
{\displaystyle \nabla (\mathbf {A} \cdot \mathbf {B} )=\nabla _{\mathbf {A} }(\mathbf {A} \cdot \mathbf {B} )+\nabla _{\mathbf {B} }(\mathbf {A} \cdot \mathbf {B} )\ .}
Como un caso especial, cuando A = B,
{\displaystyle {\tfrac {1}{2}}\nabla \left(\mathbf {A} \cdot \mathbf {A} \right)\ =\ \mathbf {A} \cdot \mathbf {J} _{\mathbf {A} }\ =\ (\nabla \mathbf {A} )\cdot \mathbf {A} \ =\ (\mathbf {A} {\cdot }\nabla )\mathbf {A} \,+\,\mathbf {A} {\times }(\nabla {\times }\mathbf {A} )\ =\ A\nabla (A).}
La generalización de la fórmula del producto punto a las variedades riemannianas es una propiedad definitoria de una conexión riemanniana, que diferencia un campo vectorial para dar una 1-forma vectorial.

### Regla del producto cruzado
{\displaystyle {\begin{aligned}\nabla \cdot (\mathbf {A} \times \mathbf {B} )&\ =\ (\nabla {\times }\mathbf {A} )\cdot \mathbf {B} \,-\,\mathbf {A} \cdot (\nabla {\times }\mathbf {B} )\\[5pt]\nabla \times (\mathbf {A} \times \mathbf {B} )&\ =\ \mathbf {A} (\nabla {\cdot }\mathbf {B} )\,-\,\mathbf {B} (\nabla {\cdot }\mathbf {A} )\,+\,(\mathbf {B} {\cdot }\nabla )\mathbf {A} \,-\,(\mathbf {A} {\cdot }\nabla )\mathbf {B} \\[2pt]&\ =\ (\nabla {\cdot }\,\mathbf {B} \,+\,\mathbf {B} \,{\cdot }\nabla )\mathbf {A} \,-\,(\nabla {\cdot }\mathbf {A} \,+\,\mathbf {A} {\cdot }\nabla )\mathbf {B} \\[2pt]&\ =\ \nabla {\cdot }\left(\mathbf {B} \mathbf {A} ^{\mathrm {T} }\right)\,-\,\nabla {\cdot }\left(\mathbf {A} \mathbf {B} ^{\mathrm {T} }\right)\\[2pt]&\ =\ \nabla {\cdot }\left(\mathbf {B} \mathbf {A} ^{\mathrm {T} }\,-\,\mathbf {A} \mathbf {B} ^{\mathrm {T} }\right)\\\mathbf {A} \times (\nabla \times \mathbf {B} )&\ =\ \nabla _{\mathbf {B} }(\mathbf {A} {\cdot }\mathbf {B} )\,-\,(\mathbf {A} {\cdot }\nabla )\mathbf {B} \\[2pt]&\ =\ \mathbf {A} \cdot \mathbf {J} _{\mathbf {B} }\,-\,(\mathbf {A} {\cdot }\nabla )\mathbf {B} =\ (\nabla \mathbf {B} )\cdot \mathbf {A} \,-\,(\mathbf {A} {\cdot }\nabla )\mathbf {B} \\[5pt]&\ =\ \mathbf {A} \cdot (\mathbf {J} _{\mathbf {B} }\,-\,\mathbf {J} _{\mathbf {B} }^{\mathrm {T} })\\[5pt](\mathbf {A} \times \nabla )\times \mathbf {B} &\ =\ (\nabla \mathbf {B} )\cdot \mathbf {A} \,-\,\mathbf {A} (\nabla {\cdot }\mathbf {B} )\\&\ =\ \mathbf {A} \times (\nabla \times \mathbf {B} )\,+\,(\mathbf {A} {\cdot }\nabla )\mathbf {B} \,-\,\mathbf {A} (\nabla {\cdot }\mathbf {B} )\end{aligned}}}
Nótese que la matriz {\displaystyle \mathbf {J} _{\mathbf {B} }\,-\,\mathbf {J} _{\mathbf {B} }^{\mathrm {T} }} es antisimétrica.

## Identidades de segunda derivada

### La divergencia del rotacional es cero
La  divergencia del rotacional de cualquier campo vectorial A es siempre cero:
{\displaystyle \nabla \cdot (\nabla \times \mathbf {A} )=0}
Este es un caso especial de la desaparición del cuadrado de la derivada exterior en el complejo de cadenas De Rham.

### Divergencia de gradiente es Laplaciano
El Laplaciano de un campo escalar es la divergencia de su gradiente:
{\displaystyle \Delta \psi =\nabla ^{2}\psi =\nabla \cdot (\nabla \psi )}
El resultado es una cantidad escalar.

### La divergencia de la divergencia no está definida
La divergencia de un campo vectorial A es un escalar, y no se puede tomar la divergencia de una cantidad escalar. Por lo tanto:
{\displaystyle \nabla \cdot (\nabla \cdot \mathbf {A} ){\text{ no está definida}}.}

### Rotacional del gradiente es cero
El rotacional del gradiente de cualquier campo  escalar continuamente dos veces diferenciable. {\displaystyle \varphi } (es decir, clase de diferenciabilidad {\displaystyle C^{2}}) es siempre el vector cero
{\displaystyle \nabla \times (\nabla \varphi )=\mathbf {0} }.
Se puede demostrar fácilmente expresando {\displaystyle \nabla \times (\nabla \varphi )} en un sistema de coordenadas cartesianas con Teorema de Schwarz (también llamado teorema de Clairaut sobre igualdad de parciales mixtos). Este resultado es un caso especial de la desaparición del cuadrado de la derivada exterior en el De Rham complejo en cadena.

### Rotacional del rotacional
{\displaystyle \nabla \times \left(\nabla \times \mathbf {A} \right)\ =\ \nabla (\nabla {\cdot }\mathbf {A} )\,-\,\nabla ^{2\!}\mathbf {A} }
Aquí ∇2 es el laplaciano vectorial que opera sobre el campo vectorial A'.

### La curva de divergencia no está definida
La  divergencia de un campo vectorial A es un escalar, y no se puede tomar el rotacional de una cantidad escalar. Por lo tanto 

Gráfico DCG:Algunas reglas para segundas derivadas.

{\displaystyle \nabla \times (\nabla \cdot \mathbf {A} ){\text{ no está definida}}}

### Una regla mnemotecnia
La figura de la derecha es una nemotecnia para algunas de estas identidades. Las abreviaturas utilizadas son:
- D: divergencia,
- C: rotacional,
- G: gradiente,
- L: Laplaciano,
- CC: rotacional del rotacional

Cada flecha está etiquetada con el resultado de una identidad, en concreto, el resultado de aplicar el operador de la cola de la flecha al operador de su cabeza. El círculo azul del centro significa que el rizo del rizo existe, mientras que los otros dos círculos rojos (discontinuos) significan que DD y GG no existen.

## Resumen de identidades importantes

### Diferenciación
- {\displaystyle \nabla (\psi +\phi )=\nabla \psi +\nabla \phi }
- {\displaystyle \nabla (\psi \phi )=\phi \nabla \psi +\psi \nabla \phi }
- {\displaystyle \nabla (\psi \mathbf {A} )=\nabla \psi \otimes \mathbf {A} +\psi \nabla \mathbf {A} }
- {\displaystyle \nabla (\mathbf {A} \cdot \mathbf {B} )=(\mathbf {A} \cdot \nabla )\mathbf {B} +(\mathbf {B} \cdot \nabla )\mathbf {A} +\mathbf {A} \times (\nabla \times \mathbf {B} )+\mathbf {B} \times (\nabla \times \mathbf {A} )}

#### Divergencia
- {\displaystyle \nabla \cdot (\mathbf {A} +\mathbf {B} )=\nabla \cdot \mathbf {A} +\nabla \cdot \mathbf {B} }
- {\displaystyle \nabla \cdot \left(\psi \mathbf {A} \right)=\psi \nabla \cdot \mathbf {A} +\mathbf {A} \cdot \nabla \psi }
- {\displaystyle \nabla \cdot \left(\mathbf {A} \times \mathbf {B} \right)=(\nabla \times \mathbf {A} )\cdot \mathbf {B} -(\nabla \times \mathbf {B} )\cdot \mathbf {A} }

#### Rotacional
- {\displaystyle \nabla \times (\mathbf {A} +\mathbf {B} )=\nabla \times \mathbf {A} +\nabla \times \mathbf {B} }
- {\displaystyle \nabla \times \left(\psi \mathbf {A} \right)=\psi \,(\nabla \times \mathbf {A} )-(\mathbf {A} \times \nabla )\psi =\psi \,(\nabla \times \mathbf {A} )+(\nabla \psi )\times \mathbf {A} }
- {\displaystyle \nabla \times \left(\psi \nabla \phi \right)=\nabla \psi \times \nabla \phi }
- {\displaystyle \nabla \times \left(\mathbf {A} \times \mathbf {B} \right)=\mathbf {A} \left(\nabla \cdot \mathbf {B} \right)-\mathbf {B} \left(\nabla \cdot \mathbf {A} \right)+\left(\mathbf {B} \cdot \nabla \right)\mathbf {A} -\left(\mathbf {A} \cdot \nabla \right)\mathbf {B} }[5]

#### Vector punto del operador
- {\displaystyle (\mathbf {A} \cdot \nabla )\mathbf {B} ={\frac {1}{2}}{\bigg [}\nabla (\mathbf {A} \cdot \mathbf {B} )-\nabla \times (\mathbf {A} \times \mathbf {B} )-\mathbf {B} \times (\nabla \times \mathbf {A} )-\mathbf {A} \times (\nabla \times \mathbf {B} )-\mathbf {B} (\nabla \cdot \mathbf {A} )+\mathbf {A} (\nabla \cdot \mathbf {B} ){\bigg ]}}[6]

- {\displaystyle (\mathbf {A} \cdot \nabla )\mathbf {A} ={\frac {1}{2}}\nabla |\mathbf {A} |^{2}-\mathbf {A} \times (\nabla \times \mathbf {A} )={\frac {1}{2}}\nabla |\mathbf {A} |^{2}+(\nabla \times \mathbf {A} )\times \mathbf {A} }

#### Segundas derivadas
- {\displaystyle \nabla \cdot (\nabla \times \mathbf {A} )=0}
- {\displaystyle \nabla \times (\nabla \psi )=\mathbf {0} }
- {\displaystyle \nabla \cdot (\nabla \psi )=\nabla ^{2}\psi }        (Operador laplaciano)
- {\displaystyle \nabla \left(\nabla \cdot \mathbf {A} \right)-\nabla \times \left(\nabla \times \mathbf {A} \right)=\nabla ^{2}\mathbf {A} }   ( vector Laplacian)
- {\displaystyle \nabla \cdot (\phi \nabla \psi )=\phi \nabla ^{2}\psi +\nabla \phi \cdot \nabla \psi }
- {\displaystyle \psi \nabla ^{2}\phi -\phi \nabla ^{2}\psi =\nabla \cdot \left(\psi \nabla \phi -\phi \nabla \psi \right)}
- {\displaystyle \nabla ^{2}(\phi \psi )=\phi \nabla ^{2}\psi +2(\nabla \phi )\cdot (\nabla \psi )+\left(\nabla ^{2}\phi \right)\psi }
- {\displaystyle \nabla ^{2}(\psi \mathbf {A} )=\mathbf {A} \nabla ^{2}\psi +2(\nabla \psi \cdot \nabla )\mathbf {A} +\psi \nabla ^{2}\mathbf {A} }
- {\displaystyle \nabla ^{2}(\mathbf {A} \cdot \mathbf {B} )=\mathbf {A} \cdot \nabla ^{2}\mathbf {B} -\mathbf {B} \cdot \nabla ^{2}\!\mathbf {A} +2\nabla \cdot ((\mathbf {B} \cdot \nabla )\mathbf {A} +\mathbf {B} \times (\nabla \times \mathbf {A} ))} (Identidad vectorial de Green)

#### Terceras derivadas
- {\displaystyle \nabla ^{2}(\nabla \psi )=\nabla (\nabla \cdot (\nabla \psi ))=\nabla \left(\nabla ^{2}\psi \right)}
- {\displaystyle \nabla ^{2}(\nabla \cdot \mathbf {A} )=\nabla \cdot (\nabla (\nabla \cdot \mathbf {A} ))=\nabla \cdot \left(\nabla ^{2}\mathbf {A} \right)}
- {\displaystyle \nabla ^{2}(\nabla \times \mathbf {A} )=-\nabla \times (\nabla \times (\nabla \times \mathbf {A} ))=\nabla \times \left(\nabla ^{2}\mathbf {A} \right)}

### Integración
A continuación, el símbolo ∂ significa "contorno de".

#### Integrales superficie-volumen
En los teoremas integrales superficie-volumen, V denota el volumen tridimensional correspondiente al contorno bidimensional S = ∂V (una superficie cerrada):
- {\displaystyle \int \!\!\!\!\int _{\partial V}\!\!\!\!\!\!\!\!\!\!\!\!\!\!\!\!\!\;\;\;\bigcirc \,\,}{\displaystyle \mathbf {A} \cdot d\mathbf {S} =\iiint _{V}\left(\nabla \cdot \mathbf {A} \right)dV} (Teorema de la divergencia)
- {\displaystyle \int \!\!\!\!\int _{\partial V}\!\!\!\!\!\!\!\!\!\!\!\!\!\!\!\!\!\;\;\;\bigcirc \,\,}{\displaystyle \psi d\mathbf {S} =\iiint _{V}\nabla \psi \,dV}
- {\displaystyle \int \!\!\!\!\int _{\partial V}\!\!\!\!\!\!\!\!\!\!\!\!\!\!\!\!\!\;\;\;\bigcirc \,\,}{\displaystyle \left({\hat {\mathbf {n} }}\times \mathbf {A} \right)dS=\iiint _{V}\left(\nabla \times \mathbf {A} \right)dV}
- {\displaystyle \int \!\!\!\!\int _{\partial V}\!\!\!\!\!\!\!\!\!\!\!\!\!\!\!\!\!\;\;\;\bigcirc \,\,}{\displaystyle \psi \left(\nabla \varphi \cdot {\hat {\mathbf {n} }}\right)dS=\iiint _{V}\left(\psi \nabla ^{2}\varphi +\nabla \varphi \cdot \nabla \psi \right)dV} (Primera identidad de Green)
- {\displaystyle \int \!\!\!\!\int _{\partial V}\!\!\!\!\!\!\!\!\!\!\!\!\!\!\!\!\!\;\;\;\bigcirc \,\,}{\displaystyle \left[\left(\psi \nabla \varphi -\varphi \nabla \psi \right)\cdot {\hat {\mathbf {n} }}\right]dS=G}

{\displaystyle G=\int \!\!\!\!\int _{\partial V}\!\!\!\!\!\!\!\!\!\!\!\!\!\!\!\!\!\;\;\;\bigcirc \,\,}{\displaystyle \left[\psi {\frac {\partial \varphi }{\partial n}}-\varphi {\frac {\partial \psi }{\partial n}}\right]dS} {\displaystyle \displaystyle =\iiint _{V}\left(\psi \nabla ^{2}\varphi -\varphi \nabla ^{2}\psi \right)dV} (Segunda identidad de Green)

#### Integrales curva-superficie
En los siguientes teoremas de integrales curva-superficie, S denota una superficie abierta 2D con un límite 1D correspondiente C = ∂S (una curva cerrada):
- {\displaystyle \oint _{\partial S}\mathbf {A} \cdot d{\boldsymbol {\ell }}\ =\ \iint _{S}\left(\nabla \times \mathbf {A} \right)\cdot d\mathbf {S} }  (Teorema de Stokes)
- {\displaystyle \oint _{\partial S}\psi \,d{\boldsymbol {\ell }}\ =\ -\iint _{S}\nabla \psi \times d\mathbf {S} }
- {\displaystyle \oint _{\partial S}\mathbf {A} \times d{\boldsymbol {\ell }}\ =\ -\iint _{S}\left(\nabla \mathbf {A} -(\nabla \cdot \mathbf {A} )\mathbf {1} \right)\cdot d\mathbf {S} \ =\ -\iint _{S}\left(d\mathbf {S} \times \nabla \right)\times \mathbf {A} }
- {\displaystyle \oint _{\partial S}(\mathbf {B} \cdot d{\boldsymbol {\ell }})\mathbf {A} =\iint _{S}(d\mathbf {S} \cdot \left[\nabla \times \mathbf {B} -\mathbf {B} \times \nabla \right])\mathbf {A} } [7]

La integración alrededor de una curva cerrada en el sentido horario es el negativo de la misma integral de línea en el sentido antihorario (análogo a intercambiar los límites en una integral definida)